# Пещерные сооружения Мангупа
В городище Мангуп в общей сложности насчитывается, по одним данным, около 60 искусственных пещерных сооружений, из которых примерно половина (более 30) сосредоточены на мысе Тешкли-бурун, по другим данным пещер более 100. Искусственные пещеры Мангупа принято подразделять по временным периодам: раннесредневековые (или период А) — вторая половина VI—VII век; период Б — X—XI — начало XV века и период В — вторая половина XIV—XVIII век. Пещеры XIV—XV века, сооружённые в одно время, но относимые историками к разным периодам, разделяются ими по форме помещений и способам их вырубки, а также, по предназначению.

## Раннесредневековые пещеры
Пещеры первого периода (А), строившиеся в ранневизантийскую эпоху по периметру обрывов плато и имели, в большинстве, оборонительное назначение: как пункты для контроля подъездных дорог и легкодоступных расселин, как наблюдательные пункты, как помещения для укрытий для караульных и в комплексе с Главной линией обороны. Вырубались киркой, косыми ударами, как правило, в одном направлении сверху — вниз под углом 35 °—50 °, образовавшими в результате характерные борозды с расстоянием не более 8—9 см между ними. Помещения, площадью от 3 м² до 11 м², получались практически без углов, овальной или скругленной формы с плавным переходом от пола к стенам и от стен к потолку, в результате чего потолок приобретал форму коробового свода. Характерными признаками пещер периода А являются вырубленные в скале скамьи и арочные ниши. Общее количество пещерных сооружений первого периода, входивших в оборонительную систему, по подсчётам исследователей, не превышало 12—17 штук (в некоторых более поздних пещерах угадываются следы уничтоженных при постройке более старых полостей). Большинство пещер этого периода несли караульные функции и располагались в местах примыкания стен Главной линии обороны к обрывам плато: известны помещение на западном склоне мыса Елли-бурун (овальное, размерами 4 на 2,8 м и высотой 1,6 м, с остатками каменной скамьи у южной и западной стен шириной 0,25 м и высотой 0,3 м.), перед фасом куртины в овраге Гамам-дере (после перенесения стены турками выше по склону они оказались с наружной стороны). Пещера на противоположном склоне оврага, размерами 3,3 на 3,0 м, высотой 1,9 м, также внутри стены, в 10 м от неё. Два помещения, соединённые проходом, круглой и овальной формы, одно со скамьями вдоль стен, другое — с вырубленными в стене крестами и нишей, расположены на южной окраине плато. На восточном склоне мыса Елли-бурун над ущельем Капу-дере находится комплекс из 3 пещер, все небольшие, в виде овала, с коробовым сводом, соединённые скальной площадкой на краю обрыва (два из них сильно разрушены). Также выделены дозорные пещеры на верхнем краю скал, служившие для наблюдения за «мёртвыми зонами» при вогнутости обрывов. Многие раннесредневековые пещеры впоследствии переделывались, некоторые неоднократно, иногда приспосабливаясь под другие нужды. На мысе Тешкли-бурун, например, ранние пещеры были разрушены при строительстве монастырского комплекса в XIV—XV веке в эпоху Феодоро; также, после захвата крепости турками, поменялось назначение части помещений.

## Пещеры периода Б
Пещеры периода Б объединяются в две временные группы: X—XI веков и начала XV века. Сооружения X—XI века в большинстве хозяйственные, связанные в большинстве со скотоводством. В большом количестве в помещениях встречаются вырубленные ясли (кормушки для скота) и каменные кольца для привязывания животных. Пещеры XIV—XV века сооружались во время формирования и расцвета княжества Феодоро, имели оборонительное и хозяйственное (более 80 %) назначение. В этот период отделка становится более тщательной, но ещё без выраженных углов, потолки, в основном, плоские, реже — коробовый свод, размеры от 6 м² до 100 м². Вырубка осуществлялась параллельными или перекрещивающимися ударами, оставлявшими глубокие борозды на расстоянии не менее 0,1 м. Большинство оборонительных сооружений XIV—XV века расположены на мысе Тешкли-бурун и, возможно, связаны со строительством Цитадели и начало их строительства, на основании известной строительной надписи 1362 года, относятся к началу 1360-х годов, а окончание, по мнению историков, к 1420-м годам, когда была возведена вторая линия обороны.

## Пещеры периода В
Пещеры периода В, датируемые второй половиной XIV—XVIII веком, отличались прямоугольной формой с резко выраженными углами, плоским потолком и гладкой обработкой стен. Пещеры третьего периода, особенно его начала, часто расположены комплексами, среди них много культовых сооружений, включая несколько монастырей. Помещения Периода В представляют собой новые, более монументальные архитектурные решения, отражающие статус сложившегося феодального города, они уже практически полностью копируют наземную архитектуру. Изменилось, в связи со статусом, назначение помещений: в абсолютном большинстве они носили общественный и культово-погребальный характер, было устроено некоторое количество пещерных церквей и монастырей:
- Монастырь на мысе Тешкли-бурун — условное название комплекса подземных и остатков надземных сооружений XIV—XV века на оконечности мыса Тешкли-бурун Мангупа, объединяемых историками в средневековый монастырь.
- Южный монастырь, также Благовещенский монастырь — средневековый и современный пещерный монастырь, расположенный в южных обрывах плато
- Юго-восточный монастырь  — условное название двухуровневого комплекса подземных и остатков надземных культовых сооружений XIV—XV века периода княжества Феодоро, расположенных на юго-восточных обрывах плато Мангупа.
- Северный монастырь  — пещерный монастырь начала XIII—XV века, расположенный на обрыве западного склона мыса Чуфут-Чеарган-бурун в балке Табана-Дере, вблизи Главной линии обороны. Включает в себя пещерную церковь и 6 сопутствующих помещений, расположенных в три яруса.

Также примечателен комплекс вырубных усыпальниц, на 6 м выше уровня дороги у ворот Капу-дере, рядом с которыми находился надвратный храм, расположенный на перекрытии городских ворот, о котором писал иеромонах Матфей в 1395 году.